# Charles Villiers Stanford
Sir Charles Villiers Stanford, irski skladatelj, * 30. september 1852, Dublin, † 29. marec 1924, London.

## Opus
- Simfonična dela
  - 7 simfonij
  - Koncert za violino in orkester
  - Koncert za klavir in orkester
  - Koncert za klarinet in orkester
- Koralna dela
  - Magnificat in Nunc dimittis v B op. 10
  - Jubilate in Te Deum v B op. 10
  - Magnificat in Nunc dimittis v A op. 12
  - Magnificat in Nunc dimittis v F op. 36
  - And I Saw Another Angel op. 37 #1
  - If Thou Shalt Confess op. 37 #2
  - Three Latin Motets op. 38
    - Justorum animae
    - Coelos ascendit hodie
    - Beati quorum via

  - Magnificat and Nunc dimittis v Es (1873)
  - Pater Noster (1874)
  - The Lord is my Shepherd (1886)
  - The Blue Bird
- Komorne skladbe
  - 8 godalnih kvartetov